# Leptoperla
Leptoperla is een geslacht van steenvliegen uit de familie Gripopterygidae. De wetenschappelijke naam van het geslacht is voor het eerst geldig gepubliceerd in 1839 door Newman.

## Soorten
Leptoperla omvat de volgende soorten:
- Leptoperla alata Theischinger, 1984
- Leptoperla albicincta Theischinger, 1981
- Leptoperla angularis Theischinger, 1981
- Leptoperla australica (Enderlein, 1909)
- Leptoperla beroe Newman, 1839
- Leptoperla bifida McLellan, 1971
- Leptoperla bubalus Theischinger, 1980
- Leptoperla cacuminis Hynes, 1974
- Leptoperla collessi Theischinger, 1981
- Leptoperla commoni Theischinger, 1981
- Leptoperla curvata Theischinger, 1980
- Leptoperla dahmsi Theischinger, 1984
- Leptoperla kallistae Hynes, 1974
- Leptoperla kimminsi McLellan, 1971
- Leptoperla longicauda Theischinger, 1988
- Leptoperla magnicauda Theischinger, 1981
- Leptoperla membranosa Theischinger, 1988
- Leptoperla neboissi McLellan, 1971
- Leptoperla primitiva McLellan, 1971
- Leptoperla rieki Theischinger, 1981
- Leptoperla rotunda Theischinger, 1984
- Leptoperla rubiconis Theischinger, 1984
- Leptoperla smithersi Theischinger, 1981
- Leptoperla tasmanica Kimmins, 1951
- Leptoperla thompsoni Theischinger, 1988
- Leptoperla truncata Theischinger, 1980
- Leptoperla uptoni Theischinger, 1981
- Leptoperla varia Kimmins, 1951